# نعمان علي خلف
نعمان علي خلف (1962-) هو عالم حيواني وبيئي فلسطيني يحمل الجنسية الألمانية، تنحدر عائلته من بلدة العيزرية شرق محافظة القدس. وهو مختص في علم البيئة والجيولوجيا، ولد في ساربروكن ألمانيا في عام 1962. أنهى خلف تعليمه في الكويت، وحصل على شهادة الماجستير من جامعة دورهام البريطانية في تخصص علم بيئة، وشهادة الدكتوراه من جامعة بون الألمانية، حملت أطروحته عنوان "سلوك الحيوانات آكلات اللحوم"، وجامعة أشووود في الولايات المتحدة الأمريكية المتخصصة في سلوك الحيوان وعلم البيئة. يشغل حالياً منصب محاضر في قسم علم الحيوان بجامعة دبي، بالإضافة إلى العديد من الجامعات والكليات العربية والعالمية كمحاضر زائر، حصل على جائزة الشخصية الفلسطينية العلمية للعام 2014.

## حياته العلمية
قدم الدكتور نعمان خلف الكثير من الأبحاث والدراسات الميدانية عن الحياة البرية المتخصصة في علم الحيوان والثدييات، وكان أول إصدار له نشرة دورية علمية فلسطينية ترصد وتحصر حيوانات بيئة فلسطين بعنوان الغزال حين كان طالباً في كلية العلوم في جامعة الكويت عام 1983. وبعد حصوله على الدكتوراه من جامعة بون الألمانية، أخذ يجوب العالم العربي باحثاً عن الجديد في عالم الحيوان، ومنقباً عن حفرياته بدءاً من فلسطين إلى لبنان والكويت وسوريا والعراق، والسعودية وقطر والبحرين وعُمان والإمارات. إضافة إلى أبحاثه المرتبطة بالبيئة العربية في دول أوروبية مثل ألمانيا، وفرنسا، بريطانيا. كما كانت محطته الإماراتية حافلة بالإكتشافات بعد أن سجل باسمه ثلاثة اكتشافات محلية لسمكتين إماراتيتين في وادي الوريعة، إضافة إلى اكتشافه حفريات الفيل الإماراتي في صحراء أبوظبي. تمحورت معظم أبحاثه حول دراسة البيئات الحيوانية والفصائل الأصلية والهجينة والمستوطنة للأرض الفلسطينية، فعلى الرغم من عدم تفريق آلة العدوان الإسرائيلي الغاشم بين الإنسان والحيوان، في الدمار والتخريب، إلا أن مساحة فلسطين البالغة 27 ألف كيلومتر مربع، تحوي الكثير من الاختلافات الطبوغرافية، مثل البيئة البحرية على ساحل البحر المتوسط، وساحل البحر الأحمر في منطقة العقبة، والبيئة الصحراوية في صحراء النقب جنوب فلسطين، والجبلية مثل القدس وجبال الخليل. واستطاع خلف تسجيل اكتشافات لأنواع من الحيوانات باسمه، ومنها: ابن آوى الفلسطيني المعروف بالواوي، وفأر غزة المنزلي، الذي يختلف في صفاته الوراثية عن بقية الفئران بلونه الذي يميل إلى البني والأبيض، وسمكة وادي قانا، وأحفورة سمكة الجميزة الفلسطينية، وديناصورات القدس.

## مؤلفاته وأبحاثه
تشمل مؤلفات خلف العلمية، التي نشرها خلال 35 عاماً، 11 كتاباً، أربعة منها ضمن سلسلة "حيوانات فلسطين"؛ وهي بمثابة دراسات وأبحاث علمية عن البيئة الفلسطينية، إضافة إلى العديد من الدراسات والأبحاث التي استهدفت بيئات عربية وتصدر بثلاث لغات هي اللغة العربية والإنجليزية والألمانية منها:
- كتاب الغزال: النشرة الفلسطينية لعلم الأحياء. 2004، ألمانيا.
- رحلة علمية في العلوم المائية العربية. 2005، ألمانيا.
- الثديات العربية، 2006.
- الهريات العربية،2007.
- آكلات اللحوم العربية، 2008.
- حيوانات فلسطين - الجزء الأول. 2009، الشارقة، دولة الإمارات العربية المتحدة.
- حيوانات الإمارات - الجزء الأول. 2010، دبي و الشارقة ، دولة الإمارات العربية المتحدة.
- حيوانات فلسطين - الجزء الثاني. 2012، دار الجندي للنشر والتوزيع، القدس الشريف، فلسطين.
- عائلة الشريف الحاج طاهر محمد أحمد أحمد مصطفى خلف (أبو عثمان). تاريخ مصور لعائلة فلسطينية يافاوية في القرن العشرين. 2018، المركز القومي للبحوث، جامعة فلسطين، غزة، دولة فلسطين.
- شارك في تأليف كتاب "دليل- فلسطين" (2005-2006).

## مساهماته العلمية
له مساهمات في مجال عالم الحيوان والتوعية البيئية خصوصا بعد إكتشافه محاولات سرقة الأسماء العلمية الفلسطينية ونسبها للإحتلال الاسرائيلي مثل غزال الجبل الفلسطيني وتحويله إلى غزال الجبل الإسرائيلي وكذلك إسم عصفور الشمس الفلسطيني وتحويله الى العصفور البرتقالي ، محاولة الإستيلاء على حيوان الخُلد (الخلند) الفلسطيني، وبهدف تعزيز المفاهيم البيئية ورفع مستوى الوعي البيئي في المُجتمع الفلسطيني وخاصة لدى الطلبة، فقد أطلق جائزة نعمان علي خلف للتنوع الحيوي في فلسطين.
- عام 2013 "جائزة  نورمان خلف للتنوع الحيوي في فلسطين عن عصفور الشمس الفلسطيني، بالتعاون مع وزارة التربية والتعليم العالي وجمعية الحياة البرية في فلسطين ومقرها بيت ساحور.
- عام 2014 ، جائزة الحياة البرية في فلسطين، مُسابقة التصوير الفوتوغرافي للغزال الجبلي الفلسطيني في قطاع غزة.